# UFC 133
UFC 133: Evans vs. Ortiz 2 foi um evento de mixed martial arts realizado pelo Ultimate Fighting Championship no dia 6 de agosto de 2011 no Wells Fargo Center na Philadelphia, Pennsylvania.